# Parlamentswahl in Somalia 1984
Die Parlamentswahl in Somalia 1984 fand am 31. Dezember statt. Sie ist bis heute die letzte nationale Wahl in der Geschichte Somalias.
Das Land war zu diesem Zeitpunkt ein sozialistischer Einparteienstaat, mit der Somalischen Revolutionären Sozialistischen Partei (SRSP) als einziger zugelassener legaler Partei.
Die Wähler wurden lediglich gefragt, ob sie die Liste der 171 SRSP-Kandidaten annehmen. Die Wahlbeteiligung lag offiziell bei 99,86 %.

## Ergebnisse
| Partei                                         | Stimmen   | Anteil  | Sitze |
| ---------------------------------------------- | --------- | ------- | ----- |
| Somalische Revolutionäre Sozialistische Partei | 4.207.977 | 99,89 % | 171   |
| Dagegen                                        | 4.700     | 0,11 %  | -     |
| Ungültige/Zurückgezogene Stimmen               | 1.990     | -       | -     |
| Gesamt                                         | 4.214.667 | 100 %   | 171   |
| Quelle:                                        |           |         |       |